# ایشتوان مایوروش
ایشتوان مایوروش (مجاری: István Majoros؛ زادهٔ ۱۱ ژوئیهٔ ۱۹۷۴) کشتی‌گیر اهل مجارستان است.
وی در بازی‌های المپیک تابستانی ۲۰۰۴ در خروس‌وزن کشتی فرنگی به مدال طلا دست یافت.